# 南塔乡
南塔乡是中国陕西省榆林市横山县下辖的一个乡。

## 行政区划
南塔乡下辖以下行政区：
南塔村、屈焉村、窑湾村、胡沟岔村、陈崖窑村、牛圪劳村、姬沟村、李家崖窑村、范高梁村、榆林位村、高圪哒村、高楼村、张村、地村、贾家焉村、小沟则村